# Kerkhof van Beveren (Waregem)
Het Kerkhof van Beveren (Waregem) is een gemeentelijke begraafplaats in het Belgische dorp Beveren (Waregem). Het ligt aan de Sint-Jansstraat op 1,2 km ten westen van het dorpscentrum (Sint-Jan-de-Doperkerk) op de plaats waar de oude Sint-Jan-de-Doperkerk stond.
Direct na de toegang staan twee stenen steles met de namen van de militaire en burgerlijke slachtoffers uit de beide wereldoorlogen. Ook de oud-strijders uit deze oorlogen staan erop vermeld.

## Brits oorlogsgraf
Op het kerkhof ligt het graf van 1 Britse niet geïdentificeerde gesneuvelde uit de Eerste Wereldoorlog. Men weet enkel dat hij diende bij de Royal Irish Rifles. Zijn graf wordt door de gemeente onderhouden en staat bij de Commonwealth War Graves Commission geregistreerd onder Beveren (Leie) Churchyard.